# Harrigan 'N Hart
Harrigan 'N Hart és un musical amb un llibret de Michael Stewart, lletra de Peter Walker i música de Max Showalter. L'espectacle es basa en el llibre The Merry Partners d'Ely Jacques Kahn, Jr. i material trobat perNedda Harrigan Logan.
L'espectacle es va estrenar al Longacre Theatre el 31 de gener de 1985 i es va tancar el 3 de febrer de 1985, després de 25 prèvies i 4 representacions.

## Producció original
L'espectacle va ser dirigit per Joe Layton, cançons de l'època d'Edward Harrigan i David Braham, basat en material recopilat per Nedda Harrigan Logan i The Merry Partners d'E.J. Kahn Jr., disseny escenogràfic de David Mitchell, disseny de vestuari d'Ann Hould-Ward, disseny d'il·luminació de Richard Nelson, supervisió musical, orquestracions i arranjaments de John McKinney, director musical Peter Howard, disseny de so d'Otts Munderloh, director d'escena de producció Mary Porter Hall, coreografiada per KJ Giagni. Presentat per Elliot Martin, Arnold Bernhard i The Shubert Organization.
El repartiment incloïa Harry Groener (Harrigan), Mark Hamill (Hart), Mark Fotopoulos (Stetson, Andrew LeCouvrier, Judge, Jonny Wild, Captain i William Gill), Clent Bowers (Archie White, Sam Nichols, Felix Barker i Uncle Albers). Cleve Asbury (Old Colonel, Billy Gross i Nat Goodwin), Barbara Moroz (The Colonel's Wife, Elsie Fay and Belle), Roxie Lucas (Eleanor i Ada Lewis), Oliver Woodall (Martin Hanley), Christopher Wells (Alfred J. Dugan, Harry Mack, el jutge Hilton i el doctor), Tudi Roche (Annie Braham Harrigan), Kenstom Ames (Chester Fox, fotògraf, periodista i periodista), Merilee Magnuson (Lily Fay, Adelaide Harrigan i Jurse), Armelia McQueen (Sra. Annie Yeamons). Amelia Marshall (Jennie Yeamons i Newsgirl) i Christine Ebersole (Gerta Granville).
Frank Rich de The New York Times va trobar l'espectacle avorrit i "sense objectiu", i també ho va fer el públic, ja que es va tancar després de 25 prèvies i quatre funcions regulars.

## Sinopsi
L'espectacle segueix l'ascens d'Edward Harrigan i Tony Hart, més coneguts com Harrigan & Hart, i el seu posterior declivi.

## Llista de cançons
Act I
- "Put Me in My Little Bed"—Tony Hart
- "Wonderful Me"—Edward Harrigan i Tony Hart
- "Mulligan Guard"—Edward Harrigan i Tony Hart
- "Put Me in My Little Bed (Reprise)"—Tony Hart
- "I Love to Follow a Band"—Edward Harrigan i Companyia
- "Such an Education Has My Mary Ann"—Edward Harrigan, Tony Hart i Companyia
- "Maggie Murphy's Home"—Annie Braham Harrigan, Edward Harrigan, Sam Nichols i Companyia
- "McNally's Row of Flats"—Mrs. Annie Yeamons i Companyia
- "Something New, Something Different"—Edward Harrigan, Tony Hart i Companyia
- "That's My Partner"—Edward Harrigan i Tony Hart
- "She's Our Gretel"—Edward Harrigan, Tony Hart, Mrs. Annie Yeamons i Companyia
- "What You Need Is a Woman"—Gerta Granville
- "Knights of the Mystic Star"—Mrs. Annie Yeamons i Companyia
- "Girl of the Mystic Star"—Gerta Granville i Men
- "Mulligan Guard (Reprise)"—Edward Harrigan i Tony Hart

Act II
- "Skidmore Fancy Ball"—Sam Nichols, Harry Mack, Johnny Wild i Billy Gross
- "Sweetest Love"—Ada Lewis i Elsie Fay
- "The Old Barn Floor"—Johnny Wild, Jennie Yeamons, Chester Fox i Lily Fay
- "Silly Boy"—Gerta Granville, Billy Gross i Harry Mack
- "Mulligan Guard (Reprise)"—Edward Harrigan, Tony Hart i Companyia
- "We'll Be There"—Edward Harrigan, Tony Hart i Companyia
- "Ada With the Golden Hair"—Annie Braham Harrigan, Johnny Wild i Billy Gross
- "That Old Featherbed"—Harry Mack i Fay Sisters
- "Sam Johnson's Colored Cakewalk"—Sam Nichols i Jennie Yeamons
- "Dip Me in the Golden Sea"—Edward Harrigan, Mrs. Annie Yeamons i Companyia
- "That's My Partner (Reprise)"—Edward Harrigan
- "I've Come Home to Stay"—Tony Hart
- "If I Could Trust Me"—Tony Hart
- "Maggie Murphy's Home (Reprise)"—Martin Hanley, Lily Fay, Mrs. Annie Yeamons i Ada Lewis
- "I've Come Home to Stay (Reprise)"—Tony Hart i Girls
- "I Need This One Chance"—Gerta Granville
- "I Love to Follow a Band (Reprise)"—Annie Braham Harrigan i Companyia
- "Mulligan Guard (Reprise)"—Edward Harrigan, Tony Hart i Mrs. Annie Yeamons
- "Something New, Something Different (Reprise)"—Edward Harrigan, Tony Hart i Companyia

## Premis i nominacions

### Producció original de Broadway
| Any  | Premi            | Categoria                       | Nominat         | Resultat |
| ---- | ---------------- | ------------------------------- | --------------- | -------- |
| 1985 | Premis Tony      | Millor llibret de musical       | Michael Stewart | Nominat  |
| 1985 | Premi Drama Desk | Actor més destacat a un musical | Mark Hamill     | Nominat  |
| 1985 | Premi Drama Desk | Actor més destacat a un musical | Harry Groener   | Nominat  |